# 제66전구항공사령부
제66전구항공사령부(66th Theater Aviation Command)는 워싱턴주 포트 루이스에 있었던 미국 육군 워싱턴 육군 국가방위대의 전구급 항공사령부이다.  표어는 "Speed, Courage, Power".

## 역사
2005년 9월, 제449항공여단이 제66전구항공사령부로 전속하였다.
2011년 9월 7일, 루이스-맥코드 합동기지(이하 JBLM)의 육군 구역인 포트 루이스에 제66전구항공사령부가 입주할 새 시설이 개설되었다.
2013년 2월 28일, 캠프 머레이에 주둔하던 캘리포니아 육군 국가방위대 소속 제168항공연대, 1대대, C중대가 JBLM에서 해체되었다.

### 해체
육군 국가방위대의 예산이 삭감되었고 육군부는 해체할 부대를 제66전구항공사령부를 지목하였다. 2017년 9월, 해체되었다.

## 전투 서열

### 여단 없던 시기
- 제112항공연대, 1대대 (알래스카/노스다코타 육군 국가방위대)
- 제285항공연대, 1대대 (애리조나 육군 국가방위대)
- 제385항공연대 (애리조나 국가방위대)
- 제140항공연대, 3대대 (캘리포니아 육군 국가방위대)
- 제168항공연대, 1대대, C중대 (캘리포니아 육군 국가방위대)
- 제183항공연대, 1대대 (아이다호 국가방위대)
- 제189항공연대, 1대대 (몬타나 육군 국가방위대)
- 제145항공연대, 1대대 (오클라호마 육군 국가방위대)
- 제249항공연대 (오리건 국가방위대)
- 제151항공연대, 1대대 (사우스캐롤라이나 국가방위대)
- 제51항공연대 (사우스캐롤라이나 국가방위대)

### 마지막

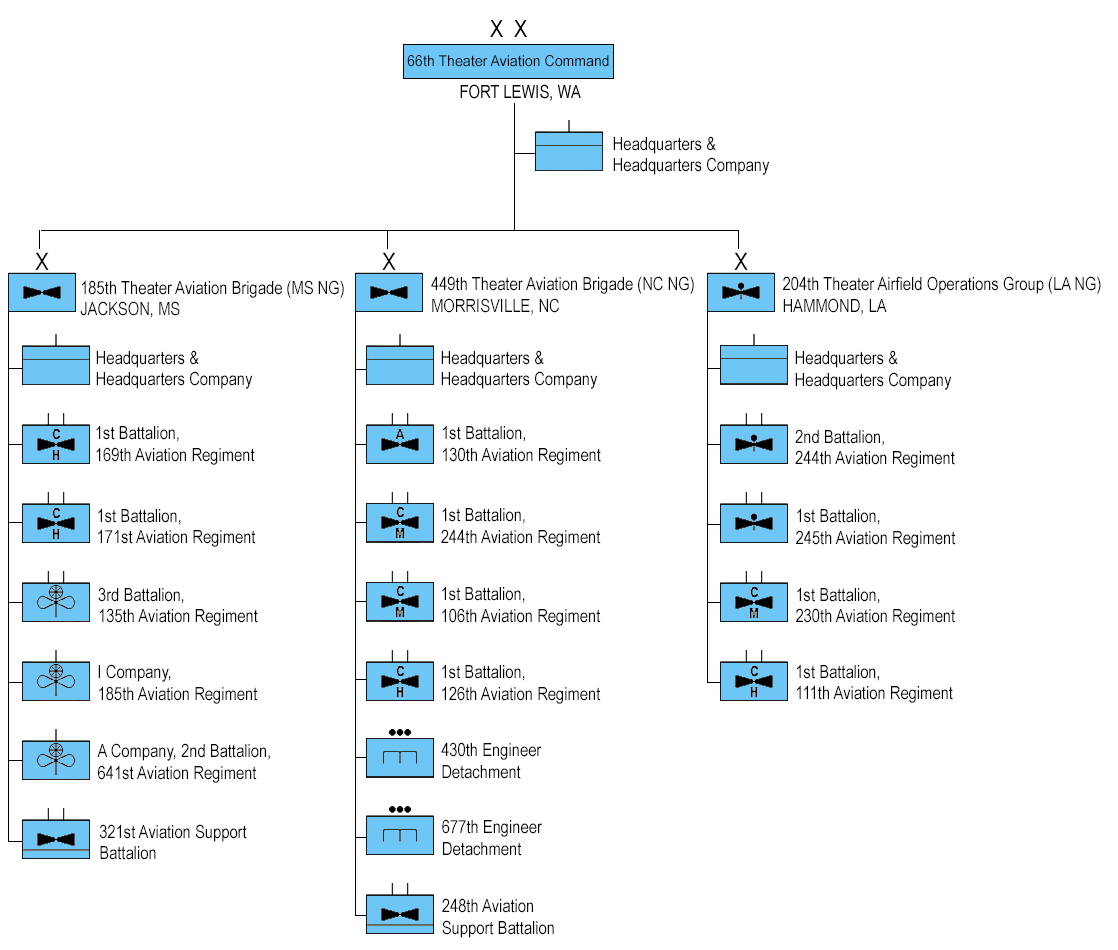
제66전구항공사령부의 전투 서열 도식

- 제185항공여단, 미시시피 육군 국가방위대
  - 제135항공연대, 3대대
  - 제169항공연대, 1대대
  - 제171항공연대, 1대대
  - 제351항공지원대대
- 제449전구항공여단, 노스캐롤라이나 육군 국가방위대
  - 제126항공연대, 1대대
  - 제244항공연대, 1대대
- 제204전구비행장운영단, 루이지애나 육군 국가방위대
  - 제244항공연대, 2대대
  - 제245항공연대, 1대대
- 제186항공연대, 1대대

## 기록

### 소속
1. 제1군단, (날짜불명)
2. 워싱턴 합동군본부, (날짜불명)

### 계보
- (날짜미상), Headquarters and Headquarters Company, 66th Aviation Brigade→제66항공여단, 본부 및 본부중대
- (날짜미상), Headquarters and Headquarters Company, 66th Theater Aviation Command→제66전구항공사령부, 본부 및 본부중대

## 참고
1. ↑  “66th Aviation Command : Shoulder Sleeve Insignia” (영어). The Institute of Heraldry. 2020년 12월 24일에 확인함.
2. ↑  “66th Aviation Command : Shoulder Sleeve Insignia” (영어). The Institute of Heraldry. 2020년 12월 24일에 확인함.
3. ↑  “449th Theater Aviation Brigade (TAB)” (영어). North Carolina National Guard Public Affair Office. 2021년 1월 9일에 원본 문서에서 보존된 문서. 2020년 12월 24일에 확인함.
4. ↑  Renahan, Melissa (2011년 9월 7일). “Guard unveils new building on JBLM, Facility to house 66th Theater Aviation Command” (영어). Northwest Military. 2020년 12월 24일에 확인함.
5. ↑  Sclair, Ben (2013년 2월 28일). “Washington National Guard Bids Farewell to Local Aviation Unit” (영어). The Suburban Times. 2020년 12월 24일에 확인함.[깨진 링크(과거 내용 찾기)]
6. ↑  Patricia Murphy (2015년 4월 21일). “Looming Budget Cuts Pit National Guard Against The Army” (영어). American Homefront Project. 2020년 12월 23일에 확인함.